# Trophées Eiffel d'architecture acier
Les Trophées Eiffel d'architecture acier sont des trophées d'architecture organisés depuis 2015 par l'association ConstruirAcier. Attribués chaque année par un jury indépendant composé d'architectes, d'ingénieurs et de journalistes spécialisés en architecture, ils récompensent les architectes, ingénieurs et maîtres d'ouvrage ayant réalisé des ouvrages mettant en œuvre le matériau acier dans différents catégories :
- Franchir, pour les viaducs, ponts, passerelles et escaliers,
- Habiter, pour les logements collectifs ou individuels
- Travailler, pour les immeubles de bureaux, bâtiments de production, de logistiques et de commerce
- Apprendre, pour tous les lieux d’enseignement publics ou privés, centre de formation et crèches
- Divertir, pour les stades, gymnases, salles de sport et équipements culturels
- Voyager, pour les gares, aéroports, pôle de transport et parkings.
- ingénierie pour honorer la meilleure collaboration entre bureaux d'études et architectes.Cette catégorie est dédiée aux bureaux d’études et regroupe les ouvrages alliant conception et performance technique.

## Lauréats 2015
Le 7 octobre 2015 le jury de professionnels présidé par Catherine Jacquot la présidente du Conseil national de l'Ordre des architectes a départagé les 111 candidats concourant dans les six catégories définies au programme de la première édition du Trophée : Apprendre, Divertir, Franchir, Habiter, Travailler et Voyager.
Composition du jury :
- Architectes et ingénieurs :
  - Bertrand Lemoine (architecte et ingénieur, Cedam)
  - Jean-Loup Patriarche (architecte, Patriarche & Co)
  - Mitsu Edwards (ingénieur, Hugh Dutton Associés)
  - Yvon Lescouarch (expert)
- Journalistes spécialisés :
  - Jacques-Frank Degioanni (Le Moniteur (revue)|Le Moniteur)
  - François Lamarre (journaliste indépendant)
  - Jan Meyer (Métal Flash)
- Industriel :
  - Pascal Magain (CEO France, ArcelorMittal Europe-Construction)
- Syndicat de la construction métallique de France :
  - Jean-Louis Gauliard (secrétaire général)

| Prix dans la catégorie Apprendre               | Prix dans la catégorie Apprendre | Prix dans la catégorie Apprendre | Prix dans la catégorie Apprendre |
| ---------------------------------------------- | -------------------------------- | -------------------------------- | -------------------------------- |
| École d'Architecture de Strasbourg             |                                  |                                  |                                  |
| Maîtrise d'ouvrage                             | Architecte                       | Bureau d'étude technique         | Constructeur                     |
| Ministère de la Culture et de la Communication | Marc Mimram                      | Alto Ingénierie                  | Zwahlen & Mayr                   |

| Prix dans la catégorie Divertir | Prix dans la catégorie Divertir | Prix dans la catégorie Divertir | Prix dans la catégorie Divertir |
| ------------------------------- | ------------------------------- | ------------------------------- | ------------------------------- |
| Les Quinconces au Mans          |                                 |                                 |                                 |
| Maîtrise d'ouvrage              | Architecte                      | Bureau d'étude technique        | Constructeur                    |
| La ville du Mans                | Babin + Renaud                  | Grontmij Séchaud Bossuyt        | CM Gresillon                    |

| Prix dans la catégorie Franchir                | Prix dans la catégorie Franchir | Prix dans la catégorie Franchir | Prix dans la catégorie Franchir |
| ---------------------------------------------- | ------------------------------- | ------------------------------- | ------------------------------- |
| La jetée, ouvrage d'accès au Mont-Saint-Michel |                                 |                                 |                                 |
| Maîtrise d'ouvrage                             | Architecte                      | Bureau d'étude technique        | Constructeur                    |
| Syndicat Mixte Baie du Mont-Saint-Michel       | Dietmar Feichtinger             | Schlaich Bergermann & Partner   | Eiffage construction métallique |

| Prix dans la catégorie Habiter | Prix dans la catégorie Habiter | Prix dans la catégorie Habiter | Prix dans la catégorie Habiter  |
| ------------------------------ | ------------------------------ | ------------------------------ | ------------------------------- |
| Les Docks Malraux à Strasbourg |                                |                                |                                 |
| Maîtrise d'ouvrage             | Architecte                     | Bureau d'étude technique       | Constructeur                    |
| Icade Promotion                | Heintz-Kehr & associés         | CTE Ingénierie                 | Baumert Construction Métallique |

| Prix dans la catégorie Travailler    | Prix dans la catégorie Travailler | Prix dans la catégorie Travailler | Prix dans la catégorie Travailler |
| ------------------------------------ | --------------------------------- | --------------------------------- | --------------------------------- |
| La Tour D2 à la Défense              |                                   |                                   |                                   |
| Maîtrise d'ouvrage                   | Architecte                        | Bureau d'étude technique          | Constructeur                      |
| Sogecap Sogeprom Bouygues Immobilier | Anthony Béchu Tom Sheehan         | EGIS Bâtiment DVVD Setec          | Iemants ( Belgique)               |

| Prix dans la catégorie Voyager        | Prix dans la catégorie Voyager | Prix dans la catégorie Voyager | Prix dans la catégorie Voyager |
| ------------------------------------- | ------------------------------ | ------------------------------ | ------------------------------ |
| La gare SNCF Saint-Roch à Montpellier |                                |                                |                                |
| Maîtrise d'ouvrage                    | Architecte                     | Bureau d'étude technique       | Constructeur                   |
| SNCF Gares & Connexions               | AREP                           | MAP3                           | Gagne (Groupe Briand)          |

| Prix Spécial dans la catégorie Spécial                       | Prix Spécial dans la catégorie Spécial | Prix Spécial dans la catégorie Spécial | Prix Spécial dans la catégorie Spécial |
| ------------------------------------------------------------ | -------------------------------------- | -------------------------------------- | -------------------------------------- |
| Le Carreau du Temple à Paris                                 |                                        |                                        |                                        |
| Maîtrise d'ouvrage                                           | Architecte                             | Bureau d'étude technique               | Constructeur                           |
| Ville de Paris, Direction du Patrimoine et de l’Architecture | Studio Milou Architecture              | Bollinger + Grohmann                   | Eiffage construction métallique        |

| Prix Spécial dans la catégorie Spécial          | Prix Spécial dans la catégorie Spécial    | Prix Spécial dans la catégorie Spécial | Prix Spécial dans la catégorie Spécial |
| ----------------------------------------------- | ----------------------------------------- | -------------------------------------- | -------------------------------------- |
| L'Ombrière du Vieux-Port de Marseille           |                                           |                                        |                                        |
| Maîtrise d'ouvrage                              | Architecte                                | Bureau d'étude technique               | Constructeur                           |
| Communauté urbaine Marseille Provence Métropole | Foster + Partners Tangram Michel Desvigne | Ingérop méditerranée                   | Eiffage construction métallique        |

## Lauréats 2016
Le 5 octobre 2016 le jury de professionnels présidé par l'architecte Anthony Béchu a départagé les 64 candidats concourant dans les six catégories définies au programme : Apprendre, Divertir, Franchir, Habiter, Travailler et Voyager.
Composition du jury :
- Architectes et ingénieurs :
  - Jean-François Renaud (architecte, Babin-Renaud Architectes)
  - Georges Heintz (architecte, HKy)
  - François Barbier (architecte, président de l'UNSFA Paris)
  - Christophe Chiche (ingénieur, C2Ci)
  - Pierre Engel (ingénieur, ArcelorMittal)
- Journalistes spécialisés :
  - Gille Davoine (rédacteur en chef, AMC)
  - Nadège Mevel (rédacteur en chef, EXE Architecture Détail Technique)
  - Jan Meyer (rédacteur en chef, MétalFlash)
- Syndicat de la construction métallique de France :
  - Christine Le Nouy (secrétaire général)

| Prix dans la catégorie Apprendre      | Prix dans la catégorie Apprendre          | Prix dans la catégorie Apprendre | Prix dans la catégorie Apprendre |
| ------------------------------------- | ----------------------------------------- | -------------------------------- | -------------------------------- |
| Rénovation du mémorial de Verdun      |                                           |                                  |                                  |
| Maîtrise d'ouvrage                    | Architecte                                | Bureau d'étude technique         | Constructeur                     |
| Comité National du Souvenir de Verdun | Agence d'architecture Brochet-Lajus-Pueyo | Khephren Ingénierie              | Berthold SA                      |

| Prix dans la catégorie Divertir          | Prix dans la catégorie Divertir | Prix dans la catégorie Divertir | Prix dans la catégorie Divertir   |
| ---------------------------------------- | ------------------------------- | ------------------------------- | --------------------------------- |
| Stade Matmut-Atlantique à Bordeaux       |                                 |                                 |                                   |
| Maîtrise d'ouvrage                       | Architecte                      | Bureau d'étude technique        | Constructeur                      |
| Stade de Bordeaux Atlantique Somifa Adim | Herzog & de Meuron Groupe 6     | Jaillet-Rouby                   | Castel et Fromaget (groupe Fayat) |

| Prix dans la catégorie Franchir                               | Prix dans la catégorie Franchir | Prix dans la catégorie Franchir | Prix dans la catégorie Franchir |
| ------------------------------------------------------------- | ------------------------------- | ------------------------------- | ------------------------------- |
| Passerelle Claude-Bernard dans le 19e arrondissement de Paris |                                 |                                 |                                 |
| Maîtrise d'ouvrage                                            | Architecte                      | Bureau d'étude technique        | Constructeur                    |
| Semavip                                                       | DVVD                            | DVVD                            | Viry (groupe Fayat)             |

| Prix dans la catégorie Habiter                        | Prix dans la catégorie Habiter | Prix dans la catégorie Habiter | Prix dans la catégorie Habiter |
| ----------------------------------------------------- | ------------------------------ | ------------------------------ | ------------------------------ |
| EHPAD de 112 lits dans le 14e arrondissement de Paris |                                |                                |                                |
| Maîtrise d'ouvrage                                    | Architecte                     | Bureau d'étude technique       | Constructeur                   |
| RIVP                                                  | A+ Samuel Delmas               | EVP Ingénierie                 | Normacadre                     |

| Prix dans la catégorie Travailler | Prix dans la catégorie Travailler | Prix dans la catégorie Travailler | Prix dans la catégorie Travailler |
| --------------------------------- | --------------------------------- | --------------------------------- | --------------------------------- |
| Brasserie du Bouffay à Carquefou  |                                   |                                   |                                   |
| Maîtrise d'ouvrage                | Architecte                        | Bureau d'étude technique          | Constructeur                      |
| SARL Brasserie du Bouffay         | Atelier MIMA                      | Steelgo                           | Steelgo                           |

| Mention dans la catégorie Apprendre                    | Mention dans la catégorie Apprendre | Mention dans la catégorie Apprendre | Mention dans la catégorie Apprendre |
| ------------------------------------------------------ | ----------------------------------- | ----------------------------------- | ----------------------------------- |
| Extension de l'ENSAM à Marseille                       |                                     |                                     |                                     |
| Maîtrise d'ouvrage                                     | Architecte                          | Bureau d'étude technique            | Constructeur                        |
| École nationale supérieure d'architecture de Marseille | PAN architecture                    | OBM                                 | OBM                                 |

| Mention dans la catégorie Divertir         | Mention dans la catégorie Divertir               | Mention dans la catégorie Divertir | Mention dans la catégorie Divertir |
| ------------------------------------------ | ------------------------------------------------ | ---------------------------------- | ---------------------------------- |
| Théâtre Sénart à Lieusaint                 |                                                  |                                    |                                    |
| Maîtrise d'ouvrage                         | Architecte                                       | Bureau d'étude technique           | Constructeur                       |
| Communauté d'agglomération Grand Paris Sud | Atelier d'architecture Chaix & Morel et associés | C&E Ingénierie Igrec Ingénierie    | Giraud construction Smac           |

| Mention dans la catégorie Divertir                              | Mention dans la catégorie Divertir   | Mention dans la catégorie Divertir | Mention dans la catégorie Divertir |
| --------------------------------------------------------------- | ------------------------------------ | ---------------------------------- | ---------------------------------- |
| Médiathèque Françoise Sagan dans le 10e arrondissement de Paris |                                      |                                    |                                    |
| Maîtrise d'ouvrage                                              | Architecte                           | Bureau d'étude technique           | Constructeur                       |
| Ville de Paris, Direction des affaires culturelles              | Stéphane Bigoni et Antoine Mortemard | Cetba Nox Ingénierie               | Vilquin (groupe Fayat)             |

| Mention dans la catégorie Franchir                  | Mention dans la catégorie Franchir | Mention dans la catégorie Franchir | Mention dans la catégorie Franchir |
| --------------------------------------------------- | ---------------------------------- | ---------------------------------- | ---------------------------------- |
| Escalier de l'oeuvre Notre-Dame à Strasbourg        |                                    |                                    |                                    |
| Maîtrise d'ouvrage                                  | Architecte                         | Bureau d'étude technique           | Constructeur                       |
| Ville de Strasbourg Fondation de l'Œuvre Notre-Dame | Ballast Architectes                | AEC                                | Schaffner                          |

## Lauréats 2017
Le 4 octobre 2017 le jury de professionnels présidé par l'architecte Denis Bouvier, président et architecte de Groupe-6, a départagé les 65 projet concourant dans les six catégories définies au programme : Franchir, Habiter, Travailler, Apprendre, Divertir et Voyager.
Composition du jury :
- Florent Millot (directeur, cabinet Jaillet Rouby)
- Christophe Chiche (ingénieur, C2Ci)
- Francis Keledjian (Responsable prescription, ArcelorMittal)
- Gille Davoine (rédacteur en chef, AMC)
- Nadège Mevel (rédactrice en chef, EXE Architecture Détail Technique)
- Jan Meyer (rédacteur en chef, MétalFlash)
- Christine Le Nouy (secrétaire général, Syndicat de la construction métallique de France)
- Christophe Ménage (délégué général, ConstruirAcier)

| Prix dans la catégorie Apprendre          | Prix dans la catégorie Apprendre | Prix dans la catégorie Apprendre | Prix dans la catégorie Apprendre |
| ----------------------------------------- | -------------------------------- | -------------------------------- | -------------------------------- |
| Centre de ressources de l'ENAC à Toulouse |                                  |                                  |                                  |
| Maîtrise d'ouvrage                        | Architecte                       | Bureau d'étude technique         | Constructeur                     |
| École nationale de l'aviation civile      | Munvez Morel Architectes         | Bétem                            | Troisel                          |

| Prix dans la catégorie Divertir  | Prix dans la catégorie Divertir | Prix dans la catégorie Divertir | Prix dans la catégorie Divertir |
| -------------------------------- | ------------------------------- | ------------------------------- | ------------------------------- |
| Médiathèque 3e lieu à Thionville |                                 |                                 |                                 |
| Maîtrise d'ouvrage               | Architecte                      | Bureau d'étude technique        | Constructeur                    |
| Ville de Thionville              | Dominique Coulon & Associés     | Batiserf Ingénierie             | ERTCM                           |

| Prix dans la catégorie Franchir               | Prix dans la catégorie Franchir | Prix dans la catégorie Franchir | Prix dans la catégorie Franchir |
| --------------------------------------------- | ------------------------------- | ------------------------------- | ------------------------------- |
| Passerelle sur la darse du Millénaire à Paris |                                 |                                 |                                 |
| Maîtrise d'ouvrage                            | Architecte                      | Bureau d'étude technique        | Constructeur                    |
| Semavip                                       | Explorations Architecture       | Terrell                         | Berthold SA                     |

| Prix dans la catégorie Habiter | Prix dans la catégorie Habiter | Prix dans la catégorie Habiter | Prix dans la catégorie Habiter |
| ------------------------------ | ------------------------------ | ------------------------------ | ------------------------------ |
| Maison quinconce à Draveil     |                                |                                |                                |
| Maîtrise d'ouvrage             | Architecte                     | Bureau d'étude technique       | Constructeur                   |
| Privée                         | A+ Samuel Delmas               | Batiserf                       | RCB                            |

| Prix dans la catégorie Travailler | Prix dans la catégorie Travailler                    | Prix dans la catégorie Travailler | Prix dans la catégorie Travailler |
| --------------------------------- | ---------------------------------------------------- | --------------------------------- | --------------------------------- |
| Be Open à Paris                   |                                                      |                                   |                                   |
| Maîtrise d'ouvrage                | Architecte                                           | Bureau d'étude technique          | Constructeur                      |
| Vinci Immobilier                  | Atelier d’Architecture Brenac & Gonzalez et Associés | Terrell                           | SMB Constructions Métalliques     |

| Prix dans la catégorie Voyager | Prix dans la catégorie Voyager | Prix dans la catégorie Voyager | Prix dans la catégorie Voyager |
| ------------------------------ | ------------------------------ | ------------------------------ | ------------------------------ |
| OFF Paris Seine à Paris        |                                |                                |                                |
| Maîtrise d'ouvrage             | Architecte                     | Bureau d'étude technique       | Constructeur                   |
| City Floating Austerlitz       | Seine Design                   | Seine Design                   | Manche Industrie Marine        |

| Mention dans la catégorie Apprendre             | Mention dans la catégorie Apprendre | Mention dans la catégorie Apprendre | Mention dans la catégorie Apprendre |
| ----------------------------------------------- | ----------------------------------- | ----------------------------------- | ----------------------------------- |
| CFA des métiers du Bâtiment à Brétigny-sur-Orge |                                     |                                     |                                     |
| Maîtrise d'ouvrage                              | Architecte                          | Bureau d'étude technique            | Constructeur                        |
| BTP-CFA Île-de-France                           | Archi5                              | Ingérop                             | Vilquin (groupe Fayat               |

| Mention dans la catégorie Franchir               | Mention dans la catégorie Franchir | Mention dans la catégorie Franchir | Mention dans la catégorie Franchir |
| ------------------------------------------------ | ---------------------------------- | ---------------------------------- | ---------------------------------- |
| Pont Citadelle sur le bassin Vauban à Strasbourg |                                    |                                    |                                    |
| Maîtrise d'ouvrage                               | Architecte                         | Bureau d'étude technique           | Constructeur                       |
| Compagnie des transports strasbourgeois          | Egis                               | Egis                               | Eiffage construction métallique    |

| Mention dans la catégorie Travailler | Mention dans la catégorie Travailler          | Mention dans la catégorie Travailler | Mention dans la catégorie Travailler |
| ------------------------------------ | --------------------------------------------- | ------------------------------------ | ------------------------------------ |
| Centre Technique Municipal à Rixheim |                                               |                                      |                                      |
| Maîtrise d'ouvrage                   | Architecte                                    | Bureau d'étude technique             | Constructeur                         |
| Ville de Rixheim                     | MFA Architects et Nicola Martinoli Architecte | BWG                                  | RENK Émile S.A                       |

| Prix spécial dans la catégorie Travailler   | Prix spécial dans la catégorie Travailler | Prix spécial dans la catégorie Travailler | Prix spécial dans la catégorie Travailler |
| ------------------------------------------- | ----------------------------------------- | ----------------------------------------- | ----------------------------------------- |
| Hôtel des communes aux Herbiers             |                                           |                                           |                                           |
| Maîtrise d'ouvrage                          | Architecte                                | Bureau d'étude technique                  | Constructeur                              |
| Communauté de communes du Pays-des-Herbiers | Atelier du Pont et Michel Joyau           | Arest                                     | Briand CM                                 |

## Lauréats 2018
Le 3 octobre 2018 le jury de professionnels présidé par l'architecte Dominique Coulon de DC & Associés, a départagé les 56 projet concourant dans les six catégories définies au programme : Franchir, Habiter, Travailler, Apprendre, Divertir et Voyager,.
Composition du jury :
- Anne Pezzoni (architecte, Archi5)
- Mitsu Edwards (directeur associé, Eckersley O'Callaghan)
- Alice Bialestowski (journaliste, AMC)
- Nadège Mevel (rédactrice en chef, EXE Architecture Détail Technique)
- Christophe Chiche (ingénieur, président de C2Ci Ingénierie)
- Christophe Ménage (délégué général, ConstruirAcier)

| Prix dans la catégorie Apprendre                       | Prix dans la catégorie Apprendre | Prix dans la catégorie Apprendre | Prix dans la catégorie Apprendre |
| ------------------------------------------------------ | -------------------------------- | -------------------------------- | -------------------------------- |
| ENSAE Paristech, Campus Paris-Saclay                   |                                  |                                  |                                  |
| Maîtrise d'ouvrage                                     | Architecte                       | Bureau d'étude technique         | Constructeur                     |
| Groupe des écoles nationales d'économie et statistique | CAB Architectes                  | Batiserf                         | Vilquin                          |

| Prix dans la catégorie Divertir            | Prix dans la catégorie Divertir | Prix dans la catégorie Divertir | Prix dans la catégorie Divertir |
| ------------------------------------------ | ------------------------------- | ------------------------------- | ------------------------------- |
| Salle de sport quai de la Moselle à Calais |                                 |                                 |                                 |
| Maîtrise d'ouvrage                         | Architecte                      | Bureau d'étude technique        | Constructeur                    |
| Ville de Calais                            | Bureau face B                   | Bollinger + Grohmann Paris      | BC Métalnord                    |

| Prix dans la catégorie Franchir | Prix dans la catégorie Franchir | Prix dans la catégorie Franchir | Prix dans la catégorie Franchir |
| ------------------------------- | ------------------------------- | ------------------------------- | ------------------------------- |
| Passerelle à Saint-Omer         |                                 |                                 |                                 |
| Maîtrise d'ouvrage              | Architecte                      | Bureau d'étude technique        | Constructeur                    |
| CASO                            | DVVD                            | DVVD                            | ACML                            |

| Prix dans la catégorie Habiter | Prix dans la catégorie Habiter | Prix dans la catégorie Habiter | Prix dans la catégorie Habiter |
| ------------------------------ | ------------------------------ | ------------------------------ | ------------------------------ |
| Le Gambetta à Nantes           |                                |                                |                                |
| Maîtrise d'ouvrage             | Architecte                     | Bureau d'étude technique       | Constructeur                   |
| Nantes Habitat                 | Philippe Dubus                 | SIBAT                          | Vilquin                        |

| Prix dans la catégorie Habiter            | Prix dans la catégorie Habiter | Prix dans la catégorie Habiter | Prix dans la catégorie Habiter |
| ----------------------------------------- | ------------------------------ | ------------------------------ | ------------------------------ |
| Cité internationale Paul Ricoeur à Rennes |                                |                                |                                |
| Maîtrise d'ouvrage                        | Architecte                     | Bureau d'étude technique       | Constructeur                   |
| Rennes Métropole                          | Hérault-Arnod Architectes      | Batiserf                       | ERTCM                          |

| Prix dans la catégorie Travailler     | Prix dans la catégorie Travailler | Prix dans la catégorie Travailler | Prix dans la catégorie Travailler |
| ------------------------------------- | --------------------------------- | --------------------------------- | --------------------------------- |
| Siège de la Métropole Rouen-Normandie |                                   |                                   |                                   |
| Maîtrise d'ouvrage                    | Architecte                        | Bureau d'étude technique          | Constructeur                      |
| Métropole Rouen-Normandie             | Jacques Ferrier Architecture      | C&E ingénierie                    | SOGEA Nord-Ouest                  |

| Prix dans la catégorie Voyager                   | Prix dans la catégorie Voyager | Prix dans la catégorie Voyager | Prix dans la catégorie Voyager |
| ------------------------------------------------ | ------------------------------ | ------------------------------ | ------------------------------ |
| Parking F4 de l'aéroport de Bâle-Mulhouse        |                                |                                |                                |
| Maîtrise d'ouvrage                               | Architecte                     | Bureau d'étude technique       | Constructeur                   |
| Aéroport international de Bâle-Mulhouse-Fribourg | DeA architectes                | Gagnepark                      | Gagnepark                      |